# Posiolok
Posiolok (în rusă посёлок; în ucraineană селище, seliște; în belarusă пасёлак, pasiolak) este un tip de localitate din Rusia, Ucraina, Belarus și Kazahstan (și alte republici unionale în perioada sovietică).
Posiolokul este în primul rând o localitate mică, situată nu departe de un oraș, populația căreia se deosebește esențial de populația de bază a unei localități (posiolok de vile/dăci, posiolok-stațiune turistică), sau s-a stabilit în apropierea unei stații de cale ferată, a unei fabrici, uzine ș.a (posiolok muncitoresc).
Cu toate acestea, în legislația rusă și cea ucrainenă nu există o definire clară pentru termenul „posiolok” și nici criterii explicite de diferențiere a posiolokului de sat.
De asemenea, „posiolok” li se spune și localităților mici care au avut denumirea istorică de hutor (хутор), ugolok (уголок), posiolok de pescari și de vile (рыболовецкий и дачный посёлки) ș.a.m.d. Acest gen de localități aparțin administrativ de un soviet sătesc, al unui sat mare situat în apropiere.
Spre deosebire de alte tipuri de localități, așezarea (posiolokul) poate fi de tip rural sau urban. Astfel, mai există și un tip aparte de posiolokuri, denumit „posiolok de tip urban” sau „așezare de tip urban” (în rusă Посёлок городского типа; Posiolok gorodskogo tipa), care reprezintă niște localități situate în apropiere de orașe sau fabrici, uzine ș.a. Drept urmare, în evidențe statistice populația posiolokurilor de tip rural este inclusă în populația rurală, iar cea a posiolokurilor de tip urban în populația urbană.